# クリアストリーム
クリアストリーム・インターナショナル（Clearstream International S.A.）は、ルクセンブルク市に本社を置く、世界に2つしかない国際決済機関の1つ。1970年、有価証券配送センター（Centrale de Livraison de Valeurs Mobilières, 通称 "Cedel"「セデル」）として設立された。ドイツ取引所の子会社である。

## ルクセンブルクの国際資本
1970年9月28日、クリアストリームの前身セデルがルクセンブルクで11カ国の66大手金融機関により設立される。株主ごとに株式の保有は5%未満に制限された。
手形交換制度をファックスマネーで運営。IBM社からパートタイムでコンピュータを借りて決済を処理。
1971年、ニクソン・ショックが起きる。
1972年10月、加入銀行371行に達する。
1973年、日米欧三極委員会発足。
IBMコンピュータを自社で購入。摂氏18度に空調を維持する必要。壊れるとブリュッセルにあったIBMの欧州本部へ書類をつめて処理に向かった。コンピュータをIBMにこだわらなくなってから、税務署あがりの職員であるエルネスト・バックスと、彼の上司であるジェラール・ソワソンが、独自に情報プログラムを組んだ。これは後に何度か修正されたが、大枠はクリアストリームになってからも利用されている。取引される銘柄などは国際標準化機構でコード化された。コンピュータのメーカーはさておき、情報技術面でIBM社とは常に好意的な協力を受けていた。参考文献はカストディアンとの関係を書いていない。
世界がオイルショックにあえぐ中、1979年の4月26日、5月3日、5月10日の3日間、アメリカで謎のデフォルトが起きた。
1980年、エルネスト社内ナンバー3になる。3月27日に銀の木曜日。世界的にダイヤモンド・貴金属・石油の価格が下落。しかし同年1月にはロンドンで金相場が一時850ドルを突破している。
1980年代から、世界の経常収支は毎年700億から1000億ドル超の赤字を計上する。
1983年10月までメリルリンチからのディーラーであるジョー・ガラズカが代表取締役を務める。
役員の圧力で幹部は外国籍の人物が中心に採用されるようになる。他の人事はユーロクリアと比べ回転が早かった。

## エルネスト・バックスの解雇
1983年5月19日、エルネスト・バックスが突然解雇される。復職させるために根回しをしていた上司が同年7月28日に変死。
1985年9月、プラザ合意。また、1986年から1994年まではウルグアイ・ラウンド。
1989年、ルクセンブルク議会がマネーロンダリング法に反対する。
1990年以降、UBSの責任者であったアンドレ・リュシが代表取締役を務め、匿名口座を濫発する。
1991年8月8日、財産保全処分下にあった国際商業信用銀行の口座の1つで資金の戻し手形操作が決済され、特定の債権者だけが資産を回収。セデルのマイクロフィッシュより後年発覚。
1995年5月以降、定款を変更し会社形態を3分割。法律で従業員が600人を超えるときは取締役会に従業員代表を加えることになっていたが、分割により人数を下回り、代表は送れなくなった。
2000年1月、ドイツ取引所と決済事業を対等に合併してクリアストリームに改編。以後、ドイツとルクセンブルク両国の当局から監査を受けるようになる。証券決済所としては両国の中央銀行からも統括される。会長エドモン・イスラエル（Edmond Israel）、役員には以下の金融機関から送られた代表者。パリバ、UBS、インテサ、チェース・マンハッタン、ドレスデン銀行、バークレイズ、ルクセンブルク国際銀行（Banque Internationale a Luxembourg）など。
2010年6月、ルクセンブルク中央銀行と共同出資でルクセンブルク決済機関を設立。12月にはスペイン決済機関のイベルクリアとの共同事業「レジス-TR」を立ち上げた。両者はデリバティブ取引の決済記録所として、欧州市場インフラ規則の標準報告義務を決済システム各参加者が自身の注意すべき点だけ参照できるように工夫した。

## 匿名口座
セデル内規では、存在する口座のリストについて、国際決済システムに参加する全金融機関に公開することになっていた。しかし、決済システムを直接に利用できる金融機関は限られていたために、セデルは次のような便宜を図った。つまり「定員」に収まらない支店の口座を匿名で開いた。これは各本店の責任で内部的に清算されるため、利用者は取引相手の本店のコードさえわかれば決済できるという利点もあった。この匿名口座は「オールドボーイ」とあだ名された。
ここまではお得意様に対する譲歩として許容される範囲であったが、ジェラールが変死を遂げた頃から事態が悪くなったようである。彼が1983年5月5日付で残した書類に、匿名口座の開設を要求した銀行のリストがあった。チェースマンハッタン、ケミカルバンク、シンガポールのインドスエズアジア、シティバンクなどの名前がそこにあった。
アンドレ・リュシが代取となってから、彼自身は否定しているが、この匿名口座は濫発された。支店を持たない銀行や、そもそも銀行ではない組織が匿名口座を開いていた。ユニリーバ、シェル石油、シーメンス、フランス銀行の匿名口座に隠れて対外治安総局、そしてルクセンブルク財務局までが、お得意様としての便宜をこえた何かを匿名口座にひた隠していた。ルクセンブルク国際銀行は、匿名口座を1995年の口座リストで最も多く309も開いていた。
シーメンスのケースでは、1995年時点でドイツに3つとオーストリアに1つの匿名口座を持っていた。2000年の時点でシーメンスがクリアストリームに持っていた口座の1つはドイツ銀行に結びついていた。また、同じ2000年の口座リストによれば、シーメンスはミュンヘンに本拠をおく7つの匿名口座をもち、野村証券、パリバ、メリルリンチ、リーマン・ブラザーズなどと結びついていたことが分かった。
1995年のセデルにおいて、2000の実名口座があったのに対し匿名口座は2200あった。2000年のクリアストリームにおいて、8518の実名口座があったのに対し匿名口座は7603あった。

2001年から2002年にかけて、フランスの政財界人が賄賂の資金洗浄を行うため、クリアストリームの隠し口座を利用しているとの告発が行われた。
2004年7月1日付の口座リスト712ページからは、バンク・マドフというニューヨークの金融機関が見つかった。マドフはバーナード・L・マドフ を指すとみられる。